# 昆恰
49°49′21″N 26°22′14″E / 49.82250°N 26.37056°E
昆恰（烏克蘭語：Кунча）是位於烏克蘭西部的村莊，由赫梅利尼茨基州裡赫梅利尼茨基區的泰奧菲波爾市鎮負責管轄。該村始建於1570年，面積1.36平方公里，海拔高度268米，人口450，人口密度每平方公里584.7人。